# DTWD1
DTWD1 (англ. DTW domain containing 1) – білок, який кодується однойменним геном, розташованим у людей на короткому плечі 15-ї хромосоми. Довжина поліпептидного ланцюга білка становить 304 амінокислот, а молекулярна маса — 35 248.
| 10         |  | 20         |  | 30         |  | 40         |  | 50         |
| ---------- |  | ---------- |  | ---------- |  | ---------- |  | ---------- |
| MSLNPPIFLK |  | RSEENSSKFV |  | ETKQSQTTSI |  | ASEDPLQNLC |  | LASQEVLQKA |
| QQSGRSKCLK |  | CGGSRMFYCY |  | TCYVPVENVP |  | IEQIPLVKLP |  | LKIDIIKHPN |
| ETDGKSTAIH |  | AKLLAPEFVN |  | IYTYPCIPEY |  | EEKDHEVALI |  | FPGPQSISIK |
| DISFHLQKRI |  | QNNVRGKNDD |  | PDKPSFKRKR |  | TEEQEFCDLN |  | DSKCKGTTLK |
| KIIFIDSTWN |  | QTNKIFTDER |  | LQGLLQVELK |  | TRKTCFWRHQ |  | KGKPDTFLST |
| IEAIYYFLVD |  | YHTDILKEKY |  | RGQYDNLLFF |  | YSFMYQLIKN |  | AKCSGDKETG |
| KLTH       |  |            |  |            |  |            |  |            |

A: Аланін

C: Цистеїн

D: Аспарагінова кислота

E: Глутамінова кислота

F: Фенілаланін

G: Гліцин

H: Гістидин

I: Ізолейцин

K: Лізин

L: Лейцин

M: Метіонін

N: Аспарагін

P: Пролін

Q: Глутамін

R: Аргінін

S: Серин

T: Треонін

V: Валін

W: Триптофан

Задіяний у таких біологічних процесах, як ацетилювання, альтернативний сплайсинг. 